# Список Героев Советского Союза (Рабовалюк — Рогачёв)
В настоящем списке представлены в алфавитном порядке все Герои Советского Союза, чьи фамилии начинаются с буквы «Р» (всего 428 человек, из них десять удостоены звания дважды). Список содержит даты Указов Президиума Верховного Совета СССР о присвоении звания, информацию о роде войск, должности и воинском звании Героев на дату представления к присвоению звания Героя Советского Союза, годах их жизни.
- Персиковым цветом  в таблице выделены Герои, удостоенные звания дважды и более раз.
- Серым цветом  в таблице выделены Герои, представленные к званию посмертно.

| Навигационная таблица | Навигационная таблица                |
| --------------------- | ------------------------------------ |
| «Р»                   | Рабовалюк Михаил — Рогачёв Михаил    |
| «Р»                   | Рогачевский Георгий — Рудаков Сергей |
| «Р»                   | Руденко Александр — Ряпосов Николай  |

| № п/п | Фамилия Имя Отчество                                                                                         | Дата Указа            | Род войск                           | Должность | Звание                                    | Годы жизни                                    | БС ГС НЛ                        |
| ----- | --- | --------------------- | ----------------------------------- | --- | ----------------------------------------- | --------------------------------------------- | ------------------------------- |
| 1     | Рабовалюк Михаил Иванович укр. Рабовалюк Михайло Іванович                                                    | 27.02.1945            | артиллерия                          | командир взвода 45-мм пушек 487-го стрелкового полка 143-й стрелковой дивизии 47-й армии 1-го Белорусского фронта | лейтенант                                 | 18.10.1915 — 10.02.1945                       | [ БС 1 ] [ ГС 1 ] [ НЛ 1 ]      |
| 2     | Рабцевич Александр Маркович бел. Рабцэвіч Аляксандр Маркавіч                                                 | 05.11.1944            | нквд                                | активный участник партизанской борьбы в Белоруссии, командир партизанского отряда специального назначения «Храбрецы» | майор государственной безопасности        | 14.03.1898 — 11.04.1961                       | ——                              |
| 3     | Радаев Иван Александрович                                                                                    | 30.10.1943            | пехота                              | командир пулемётного взвода 685-го стрелкового полка 193-й стрелковой дивизии 65-й армии Центрального фронта | лейтенант                                 | 23.02.1913 — 24.04.1992                       | [ БС 1 ] [ ГС 3 ] [ НЛ 2 ]      |
| 4     | Радаев Николай Николаевич                                                                                    | 31.05.1945            | пехота                              | командир 1054-го стрелкового полка 301-й стрелковой дивизии 5-й ударной армии 1-го Белорусского фронта | подполковник                              | 11.11.1913 — 23.06.1977                       | [ БС 1 ] [ ГС 4 ] [ НЛ 3 ]      |
| 5     | Радайкин Иван Иосифович                                                                                      | 25.10.1943            | артиллерия                          | командир орудия 145-го отдельного истребительно-противотанкового дивизиона 30-й стрелковой дивизии 47-й армии Воронежского фронта | старший сержант                           | 19.10.1917 — 08.08.1986                       | [ БС 1 ] [ ГС 5 ] [ НЛ 4 ]      |
| 6     | Раджабов Нарза узб. Rajabov Narzi                                                                            | 13.09.1944            | пехота                              | пулемётчик 818-го стрелкового полка 31-й стрелковой дивизии 52-й армии 2-го Украинского фронта | красноармеец                              | 1924 — 22.08.1944                             | [ БС 1 ] [ ГС 6 ] [ НЛ 5 ]      |
| 7     | Радзиевский Алексей Иванович укр. Радзієвський Олексій Іванович                                              | 21.02.1978            | генерал                             | военный советник-инспектор Группы генеральных инспекторов Министерства обороны СССР | генерал армии                             | 13.08.1911 — 30.08.1979                       | ——                              |
| 8     | Радиловский Семён Ефимович                                                                                   | 31.05.1945            | артиллерия                          | командир батареи 206-го истребительно-противотанкового артиллерийского полка 20-й отдельной истребительно-противотанковой артиллерийской бригады РГК в составе 2-й гвардейской танковой армии 1-го Белорусского фронта | капитан                                   | 19.11.1922 — 05.01.1998                       | [ БС 2 ] [ ГС 8 ] [ НЛ 6 ]      |
| 9     | Радионов Николай Иванович (Родионов Николай Иванович)                                                        | 10.04.1945            | артиллерия                          | командир батареи 235-го гвардейского истребительно-противотанкового артиллерийского полка 10-й гвардейской отдельной истребительно-противотанковой артиллерийской бригады РГК в составе 5-й гвардейской армии 1-го Украинского фронта | гвардии старший лейтенант                 | 19.02.1922 — 02.05.1945                       | [ БС 3 ] [ ГС 9 ] [ НЛ 7 ]      |
| 10    | Радкевич Александр Иванович бел. Радкевіч Аляксандр Іванавіч                                                 | 20.12.1943            | инженер                             | командир 116-го отдельного инженерного батальона 37-й армии Степного фронта | майор                                     | 26.08.1913 — 17.10.1957                       | [ БС 3 ] [ ГС 10 ] [ НЛ 8 ]     |
| 11    | Радугин Михаил Яковлевич                                                                                     | 24.05.1944            | пехота                              | командир взвода мотострелкового батальона 16-й гвардейской механизированной бригады 6-го гвардейского механизированного корпуса 4-й танковой армии 1-го Украинского фронта | гвардии лейтенант                         | 05.11.1923 — 11.12.1995                       | [ БС 3 ] [ ГС 11 ] [ НЛ 9 ]     |
| 12    | Радугин Феофан Григорьевич                                                                                   | 23.02.1948            | авиация                             | командир корабля 1-го транспортного авиационного полка 1-й транспортной авиационной дивизии Главного командования ВВС Красной Армии | старший лейтенант                         | 08.11.1912 — 27.12.1993                       | [ БС 3 ] [ ГС 12 ] [ НЛ 10 ]    |
| 13    | Радус Фёдор Никифорович укр. Радус Федір Никифорович                                                         | 21.04.1940            | авиация                             | командир эскадрильи 57-го скоростного бомбардировочного авиационного полка ВВС Балтийского флота | старший лейтенант                         | 20.12.1910 — 22.11.1988                       | ——                              |
| 14    | Радченко Василий Дмитриевич укр. Радченко Василь Дмитрович                                                   | 24.12.1943            | артиллерия                          | командующий артиллерией 167-й стрелковой дивизии 38-й армии Воронежского фронта | подполковник                              | 06.01.1912 — 02.08.1979                       | [ БС 3 ] [ ГС 14 ] [ НЛ 11 ]    |
| 15    | Радченко Василий Иванович укр. Радченко Василь Іванович                                                      | 16.10.1943            | артиллерия                          | командир истребительно-противотанковой батареи 4-го гвардейского стрелкового полка 6-й гвардейской стрелковой дивизии 13-й армии Центрального фронта | гвардии капитан                           | 22.03.1913 — 04.02.1983                       | [ БС 3 ] [ ГС 15 ] [ НЛ 12 ]    |
| 16    | Радченко Михаил Васильевич укр. Радченко Михайло Васильович                                                  | 15.01.1944            | танкист                             | командир танка 195-го танкового батальона 95-й танковой бригады 9-го танкового корпуса 65-й армии Центрального фронта | лейтенант                                 | 27.09.1917 — 05.02.2002                       | [ БС 4 ] [ ГС 16 ] [ НЛ 13 ]    |
| 17    | Радчук Павел Петрович укр. Радчук Павло Петрович                                                             | 27.07.1943            | авиация                             | командир эскадрильи 8-го гвардейского авиационного полка 2-й гвардейской авиационной дивизии Авиации дальнего действия | гвардии подполковник                      | 03.08.1909 — 06.10.1943                       | [ БС 5 ] [ ГС 17 ] [ НЛ 14 ]    |
| 18    | Раевский Григорий Николаевич                                                                                 | 15.01.1944            | пехота                              | командир отделения 744-го стрелкового полка 149-й стрелковой дивизии 65-й армии Центрального фронта | ефрейтор                                  | 04.09.1911 — 02.01.1944                       | [ БС 5 ] [ ГС 18 ] [ НЛ 15 ]    |
| 19    | Раевский Иван Васильевич                                                                                     | 19.03.1944            | пехота                              | заместитель по строевой части командира 198-го отдельного армейского заградительного отряда 6-й армии Юго-Западного фронта | старший лейтенант                         | 1906 — 30.09.1943                             | [ БС 5 ] [ ГС 19 ] [ НЛ 16 ]    |
| 20    | Ражев Константин Иванович                                                                                    | 24.12.1943            | артиллерия                          | командир миномётной батареи 10-го армейского миномётного полка 40-й армии Воронежского фронта | старший лейтенант                         | 07.09.1922 — 13.12.1952                       | [ БС 5 ] [ ГС 20 ] [ НЛ 17 ]    |
| 21    | Разволяев Иван Павлович (Разваляев Иван Павлович)                                                            | 27.02.1945            | кавалерия                           | командир эскадрона 60-го гвардейского кавалерийского полка 16-й гвардейской кавалерийской дивизии 7-го гвардейского кавалерийского корпуса 1-го Белорусского фронта | гвардии капитан                           | 25.01.1915 — 04.02.1981                       | [ БС 5 ] [ ГС 21 ] [ НЛ 18 ]    |
| 22    | Разгонин Александр Иванович                                                                                  | 22.01.1944            | авиация                             | лётчик 1-го гвардейского минно-торпедного авиационного полка 8-й минно-торпедной авиационной дивизии ВВС Балтийского флота | гвардии старший лейтенант                 | 30.08.1919 — 22.02.2012                       | [ БС 5 ] [ ГС 22 ] [ НЛ 19 ]    |
| 23    | Разенков Гавриил Степанович                                                                                  | 23.09.1944            | артиллерия                          | командир батареи 1854-го истребительно-противотанкового артиллерийского полка 32-й отдельной истребительно-противотанковой артиллерийской бригады РГК в составе войск 1-го Украинского фронта | старший лейтенант                         | 15.01.1915 — 13.02.1944                       | [ БС 5 ] [ ГС 23 ] [ НЛ 20 ]    |
| 24    | Разин Василий Алексеевич                                                                                     | 16.10.1943            | инженер                             | командир сапёрного отделения 603-го отдельного сапёрного батальона 322-й стрелковой дивизии 13-й армии Центрального фронта | младший сержант                           | 1918 — 20.02.1945                             | [ БС 6 ] [ ГС 24 ] [ НЛ 21 ]    |
| 25    | Разин Виктор Ефимович                                                                                        | 10.04.1945            | пехота                              | командир отделения мотострелкового батальона 16-й гвардейской механизированной бригады 6-го гвардейского механизированного корпуса 4-й танковой армии 1-го Украинского фронта | гвардии сержант                           | 02.09.1925 — 22.01.1997                       | [ БС 7 ] [ ГС 25 ] [ НЛ 22 ]    |
| 26    | Разин Иван Петрович                                                                                          | 18.08.1945            | авиация                             | старший лётчик 639-го штурмового авиационного полка 189-й штурмовой авиационной дивизии 10-го штурмового авиационного корпуса 17-й воздушной армии 3-го Украинского фронта | лейтенант                                 | 22.02.1922 — 28.02.1996                       | [ БС 7 ] [ ГС 26 ] [ НЛ 23 ]    |
| 27    | Разин Сергей Степанович                                                                                      | 07.08.1943            | артиллерия                          | командир орудия 844-го артиллерийского полка 303-й стрелковой дивизии 3-й танковой армии Воронежского фронта | сержант                                   | 06.06.1906 — 18.05.1992                       | [ БС 7 ] [ ГС 27 ] [ НЛ 24 ]    |
| 28    | Разин Филипп Дмитриевич                                                                                      | 24.03.1945            | связисты                            | командир отделения 89-й гвардейской отдельной роты связи 57-й гвардейской стрелковой дивизии 8-й гвардейской армии 1-го Белорусского фронта | гвардии сержант                           | 15.05.1923 — 28.08.1988                       | [ БС 7 ] [ ГС 28 ] [ НЛ 25 ]    |
| 29    | Разинкин Семён Алексеевич                                                                                    | 24.03.1945            | пехота                              | командир стрелковой роты 843-го стрелкового полка 238-й стрелковой дивизии 50-й армии 2-го Белорусского фронта | воентехник 1 ранга                        | 15.02.1907 — 27.04.1987                       | [ БС 7 ] [ ГС 29 ] [ НЛ 26 ]    |
| 30    | Размадзе Галактион Самсонович груз. რაზმაძე გალაქტიონ                                                        | 23.07.1944            | пехота                              | командир роты 190-го стрелкового полка 5-й стрелковой дивизии 3-й армии 1-го Белорусского фронта | капитан                                   | 21.08.1913 — 27.04.1988                       | [ БС 8 ] [ ГС 30 ] [ НЛ 27 ]    |
| 31    | Разумов Александр Кириллович                                                                                 | 24.03.1945            | пехота                              | командир 837-го стрелкового полка 238-й стрелковой дивизии 50-й армии 2-го Белорусского фронта | подполковник                              | 05.03.1909 — 21.01.2003                       | [ БС 9 ] [ ГС 31 ] [ НЛ 28 ]    |
| 32    | Рай Александр Михайлович укр. Рай Олександр Михайлович                                                       | 24.03.1945            | пехота                              | наводчик станкового пулемёта 190-го стрелкового полка 5-й стрелковой дивизии 3-й армии 2-го Белорусского фронта | красноармеец                              | 31.10.1924 — 07.09.1993                       | [ БС 9 ] [ ГС 32 ] [ НЛ 29 ]    |
| 33    | Райков Анатолий Иванович                                                                                     | 10.04.1945            | танкист                             | командир танка 237-й танковой бригады 31-го танкового корпуса 38-й армии 1-го Украинского фронта | младший лейтенант                         | 10.04.1924 — 27.10.1994                       | [ БС 9 ] [ ГС 33 ] [ НЛ 30 ]    |
| 34    | Райкунов Александр Васильевич                                                                                | 18.09.1943            | морской флот                        | командир роты автоматчиков 393-го отдельного батальона морской пехоты Черноморского флота | старший лейтенант                         | 14.11.1918 — 15.09.1997                       | [ БС 9 ] [ ГС 34 ] [ НЛ 31 ]    |
| 35    | Райлян Александр Максимович                                                                                  | 25.02.1988            | авиация                             | командир эскадрильи вертолётов 335-го отдельного боевого вертолётного полка ВВС 40-й армии ограниченного контингента советских войск в Афганистане | майор                                     | род. 19.04.1954                               | ——                              |
| 36    | Райнберг Ян Людвигович латыш. Rainbergs Jānis                                                                | 04.06.1944            | пехота                              | заместитель командира 125-го гвардейского стрелкового полка 43-й гвардейской стрелковой дивизии 22-й армии 2-го Прибалтийского фронта | гвардии подполковник                      | 27.01.1901 — 14.01.1944                       | [ БС 9 ] [ ГС 36 ] [ НЛ 32 ]    |
| 37    | Рак Павел Николаевич                                                                                         | 24.03.1945            | танкист                             | командир танкового взвода 3-й гвардейской танковой бригады 3-го гвардейского танкового корпуса 5-й гвардейской танковой армии 3-го Белорусского фронта | гвардии лейтенант                         | 23.08.1910 — 30.06.1944                       | [ БС 9 ] [ ГС 37 ] [ НЛ 33 ]    |
| 38    | Раков Александр Васильевич                                                                                   | 26.10.1944            | авиация                             | командир звена 165-го гвардейского штурмового авиационного полка 10-й гвардейской штурмовой авиационной дивизии 2-й воздушной армии 1-го Украинского фронта | гвардии лейтенант                         | 20.08.1920 — 23.12.1980                       | [ БС 9 ] [ ГС 38 ] [ НЛ 34 ]    |
| 39    | Раков Василий Иванович                                                                                       | 07.02.1940 22.07.1944 | авиация                             | командир эскадрильи 57-го бомбардировочного авиационного полка ВВС Балтийского флота командир 12-го гвардейского пикирующего бомбардировочного авиационного полка 8-й минно-торпедной авиационной дивизии ВВС Балтийского флота | майор гвардии подполковник                | 08.02.1909 — 28.12.1996                       | [ БС 11 ] [ ГС 39 ] [ НЛ 35 ]   |
| 40    | Раков Василий Сергеевич                                                                                      | 25.10.1938            | инженер                             | командир отделения 23-го отдельного сапёрного батальона 40-й стрелковой дивизии 1-й армии Дальневосточного фронта | младший комвзвод                          | 01.01.1914 — 26.06.2001                       | ——                              |
| 41    | Ракус Дмитрий Иванович укр. Ракус Дмитро Іванович                                                            | 26.04.1940            | пограничник                         | командир миномётного взвода 4-го пограничного полка Пограничных войск НКВД СССР | лейтенант                                 | 1918 — 27.01.1940                             | ——                              |
| 42    | Ракутин Константин Иванович                                                                                  | 05.05.1990            | генерал                             | командующий 24-й армией Резервного фронта | генерал-майор                             | 21.05.1902 — 07.10.1941                       | ——                              |
| 43    | Ракшин Дмитрий Сергеевич                                                                                     | 29.10.1943            | пехота                              | командир пулемётного расчёта 132-го гвардейского стрелкового полка 42-й гвардейской стрелковой дивизии 40-й армии Воронежского фронта | гвардии старший сержант                   | 14.11.1913 — 09.01.1961                       | [ БС 12 ] [ ГС 43 ] [ НЛ 36 ]   |
| 44    | Ралдугин Михаил Алексеевич (Ролдугин Михаил Алексеевич)                                                      | 13.09.1944            | пехота                              | стрелок 429-го стрелкового полка 52-й стрелковой дивизии 57-й армии 3-го Украинского фронта | красноармеец                              | 14.11.1903 — 26.11.1961                       | [ БС 12 ] [ ГС 44 ] [ НЛ 37 ]   |
| 45    | Ранжев Павел Константинович                                                                                  | 27.06.1945            | артиллерия                          | командир ИСУ-122 383-го гвардейского тяжёлого самоходного артиллерийского полка 9-го механизированного корпуса 3-й гвардейской танковой армии 1-го Украинского фронта | гвардии лейтенант                         | 26.06.1918 — 14.11.1977                       | [ БС 12 ] [ ГС 45 ] [ НЛ 38 ]   |
| 46    | Рапейко Максим Осипович                                                                                      | 21.03.1940            | пехота                              | командир 149-го отдельного разведывательного батальона 113-й стрелковой дивизии 7-й армии Северо-Западного фронта | капитан                                   | 1907 — 25.02.1940                             | [ БС 12 ] [ ГС 46 ] [ НЛ 39 ]   |
| 47    | Раскова Марина Михайловна                                                                                    | 02.11.1938            | авиация                             | штурман корабля АНТ-37бис «Родина», участница беспосадочного перелёта по маршруту Москва — Дальний Восток | лейтенант                                 | 28.03.1912 — 04.01.1943                       | ——                              |
| 48    | Расковинский Цезарь Селиверстович (Расковинский Цезарь Сильвестрович) укр. Расковинський Цезар Сильвестрович | 24.12.1943            | артиллерия                          | наводчик орудия батареи 76-мм пушек 286-го гвардейского стрелкового полка 94-й гвардейской стрелковой дивизии 69-й армии Воронежского фронта | гвардии сержант                           | 29.03.1915 — 07.12.1943                       | [ БС 14 ] [ ГС 48 ] [ НЛ 40 ]   |
| 49    | Расницов Анатолий Михайлович                                                                                 | 27.06.1945            | авиация                             | командир звена 144-го гвардейского штурмового авиационного полка 9-й гвардейской штурмовой авиационной дивизии 1-го гвардейского штурмового авиационного корпуса 2-й воздушной армии 1-го Украинского фронта | гвардии лейтенант                         | 22.11.1919 — 01.06.2004                       | [ БС 15 ] [ ГС 49 ] [ НЛ 41 ]   |
| 50    | Распопин Пётр Фёдорович                                                                                      | 21.03.1940            | пехота                              | командир стрелкового взвода 329-го стрелкового полка 70-й стрелковой дивизии 7-й армии Северо-Западного фронта | лейтенант                                 | 02.01.1915 — сентябрь 1941 (пропал без вести) | [ БС 15 ] [ ГС 50 ] [ НЛ 42 ]   |
| 51    | Распопов Иван Егорович                                                                                       | 15.05.1946            | артиллерия                          | командир батареи 18-го истребительно-противотанкового артиллерийского полка 6-й отдельной истребительно-противотанковой артиллерийской бригады РГК в составе войск 4-го Украинского фронта | старший лейтенант                         | 15.01.1919 — 29.01.1961                       | [ БС 15 ] [ ГС 51 ] [ НЛ 43 ]   |
| 52    | Распопов Пётр Михайлович                                                                                     | 31.05.1945            | кавалерия                           | командир разведывательного взвода 59-го гвардейского кавалерийского полка 17-й гвардейской кавалерийской дивизии 2-го гвардейского кавалерийского корпуса 1-го Белорусского фронта | гвардии лейтенант                         | 25.12.1911 — 14.12.1976                       | [ БС 15 ] [ ГС 52 ] [ НЛ 44 ]   |
| 53    | Распопова Нина Максимовна                                                                                    | 15.05.1946            | авиация                             | командир звена 46-го гвардейского ночного бомбардировочного авиационного полка 325-й ночной бомбардировочной авиационной дивизии 4-й воздушной армии 2-го Белорусского фронта | гвардии старший лейтенант                 | 31.12.1913 — 02.07.2009                       | [ БС 15 ] [ ГС 53 ] [ НЛ 45 ]   |
| 54    | Рассадкин Пётр Алексеевич                                                                                    | 31.05.1944            | авиация                             | заместитель командира эскадрильи 255-го истребительного авиационного полка 5-й минно-торпедной авиационной дивизии ВВС Северного флота | капитан                                   | 06.07.1921 — 06.10.2016                       | [ БС 16 ] [ ГС 54 ] [ НЛ 46 ]   |
| 55    | Рассказов Александр Семёнович                                                                                | 24.03.1945            | инженер                             | командир отделения 44-го отдельного сапёрного батальона 51-й стрелковой дивизии 6-й гвардейской армии 1-го Прибалтийского фронта | старший сержант                           | 17.10.1912 — 22.06.1944                       | [ БС 17 ] [ ГС 55 ] [ НЛ 47 ]   |
| 56    | Рассказов Константин Иванович                                                                                | 22.02.1944            | пехота                              | командир роты 1116-го стрелкового полка 333-й стрелковой дивизии 6-й армии 3-го Украинского фронта | старший лейтенант                         | 31.05.1907 — 27.11.1943                       | [ БС 17 ] [ ГС 56 ] [ НЛ 48 ]   |
| 57    | Рассоха Семён Николаевич                                                                                     | 25.10.1938            | танкист                             | механик-водитель танка 303-го отдельного танкового батальона 32-й стрелковой дивизии 1-й армии Дальневосточного фронта | младший комвзвод                          | 1914 — 06.08.1938                             | ——                              |
| 58    | Рассохин Леонид Васильевич                                                                                   | 13.03.1944            | авиация                             | командир корабля 4-го гвардейского авиационного полка 9-й гвардейской авиационной дивизии 6-го авиационного корпуса Авиации дальнего действия | гвардии старший лейтенант                 | 23.08.1921 — 21.11.1998                       | [ БС 17 ] [ ГС 58 ] [ НЛ 49 ]   |
| 59    | Расторопов Борис Павлович                                                                                    | 24.03.1945            | артиллерия                          | командир орудия мотострелкового батальона 44-й мотострелковой бригады 1-го танкового корпуса 2-й гвардейской армии 1-го Прибалтийского фронта | младший сержант                           | 28.04.1924 — 27.11.1973                       | [ БС 17 ] [ ГС 59 ] [ НЛ 50 ]   |
| 60    | Ратников Пётр Петрович                                                                                       | 24.08.1943            | авиация                             | командир эскадрильи 53-го гвардейского истребительного авиационного полка 1-й гвардейской истребительной авиационной дивизии 16-й воздушной армии Центрального фронта | гвардии лейтенант                         | 1918 — 24.07.1943                             | [ БС 17 ] [ ГС 60 ] [ НЛ 51 ]   |
| 61    | Ратов Андрей Иванович                                                                                        | 07.03.1943            | артиллерия                          | командир 4-го гвардейского пушечного артиллерийского полка 9-й артиллерийской дивизии прорыва РГК в составе 1-й гвардейской армии Юго-Западного фронта | гвардии полковник                         | 02.09.1893 — 30.06.1978                       | [ БС 17 ] [ ГС 61 ] [ НЛ 52 ]   |
| 62    | Ратушная Лариса Степановна укр. Ратушна Лариса Степанівна                                                    | 08.05.1965            | партизан                            | активная участница партизанской борьбы на Украине, связная Винницкой подпольной организации | —                                         | 09.01.1921 — 18.03.1944                       | ——                              |
| 63    | Рафиев Наджафгулу Раджабали оглы азерб. Rəfiyev Nəcəfqulu Rəcəbəli oğlu                                      | 26.09.1944            | танкист                             | командир танкового взвода 3-го танкового полка 37-й механизированной бригады 1-го механизированного корпуса 1-го Белорусского фронта | младший лейтенант                         | 22.03.1912 — 24.12.1970                       | [ БС 19 ] [ ГС 63 ] [ НЛ 53 ]   |
| 64    | Рафтопулло Анатолий Анатольевич                                                                              | 11.01.1942            | танкист                             | командир батальона малых танков 4-го танкового полка 4-й танковой бригады 16-й армии Западного фронта | капитан                                   | 05.04.1907 — 21.04.1985                       | [ БС 19 ] [ ГС 64 ] [ НЛ 54 ]   |
| 65    | Рахимов Абдусаттар узб. Rahimov Abdusattor                                                                   | 10.01.1944            | артиллерия                          | наводчик орудия артиллерийской батареи 1144-го стрелкового полка 340-й стрелковой дивизии 38-й армии Воронежского фронта | младший сержант                           | 20.01.1920 — 02.06.1992                       | [ БС 19 ] [ ГС 65 ] [ НЛ 55 ]   |
| 66    | Рахимов Азим тадж. Раҳимов Азим                                                                              | 27.02.1945            | пехота                              | помощник командира взвода 221-го гвардейского стрелкового полка 77-й гвардейской стрелковой дивизии 69-й армии 1-го Белорусского фронта | гвардии сержант                           | 27.02.1925 — 17.05.1997                       | [ БС 19 ] [ ГС 66 ] [ НЛ 56 ]   |
| 67    | Рахимов Бакий (Рахимов Баки Сибгатуллович) тат. Рәхимов Бакый Сибгәтулла улы                                 | 21.03.1940            | пехота                              | пулемётчик 109-го разведывательного батальона 86-й мотострелковой дивизии 7-й армии Северо-Западного фронта | красноармеец                              | 1913 — 03.03.1940                             | ——                              |
| 68    | Рахимов Сабир Умарович узб. Rahimov Sobir Umar o`gli каз. Рахимов Сабыр Омарұлы                              | 06.05.1965            | генерал                             | командир 37-й гвардейской стрелковой дивизии 65-й армии 2-го Белорусского фронта | гвардии генерал-майор                     | 25.01.1902 — 26.03.1945                       | ——                              |
| 69    | Рахматов Рахимбай тадж. Раҳматов Раҳимбой                                                                    | 27.06.1945            | пехота                              | пулемётчик 47-го гвардейского стрелкового полка 15-й гвардейской стрелковой дивизии 5-й гвардейской армии 1-го Украинского фронта | гвардии красноармеец                      | 01.07.1906 — 12.02.1990                       | [ БС 20 ] [ ГС 69 ] [ НЛ 57 ]   |
| 70    | Рахматулин Шамиль Саидович тат. Рәхмәтуллин Шамил Сәет улы                                                   | 09.02.1944            | артиллерия                          | командир 146-го артиллерийско-миномётного полка 14-й гвардейской кавалерийской дивизии 7-го гвардейского кавалерийского корпуса Центрального фронта | гвардии капитан                           | 07.09.1920 — 01.10.1943                       | [ БС 21 ] [ ГС 70 ] [ НЛ 58 ]   |
| 71    | Рахов Виктор Георгиевич                                                                                      | 29.08.1939            | авиация                             | командир звена и помощник командира 22-го истребительного авиационного полка 23-й истребительной авиационной бригады 1-й армейской группы | старший лейтенант                         | 01.01.1914 — 29.08.1939                       | ——                              |
| 72    | Рачков Иван Ильич                                                                                            | 06.03.1945            | авиация                             | штурман звена 51-го минно-торпедного авиационного полка 8-й минно-торпедной авиационной дивизии ВВС Балтийского флота | младший лейтенант                         | 08.03.1921 — 04.12.2000                       | [ БС 21 ] [ ГС 72 ] [ НЛ 59 ]   |
| 73    | Рачков Павел Акимович                                                                                        | 18.08.1945            | авиация                             | командир эскадрильи 955-го штурмового авиационного полка 305-й штурмовой авиационной дивизии 15-й воздушной армии 2-го Прибалтийского фронта | капитан                                   | 22.06.1923 — 09.12.1947                       | [ БС 21 ] [ ГС 73 ] [ НЛ 60 ]   |
| 74    | Рашевский Александр Ефимович                                                                                 | 21.03.1940            | пехота                              | командир батальона 513-го стрелкового полка 113-й стрелковой дивизии 7-й армии Северо-Западного фронта | старший лейтенант                         | 02.09.1908. — 04.01.1977                      | [ БС 21 ] [ ГС 74 ] [ НЛ 61 ]   |
| 75    | Рашутин Григорий Дмитриевич                                                                                  | 25.10.1943            | пехота                              | командир 667-го стрелкового полка 218-й стрелковой дивизии 47-й армии Воронежского фронта | майор                                     | 14.11.1908 — 19.12.1994                       | [ БС 21 ] [ ГС 75 ] [ НЛ 62 ]   |
| 76    | Ращупкин Александр Михайлович                                                                                | 24.03.1945            | пехота                              | наводчик ручного пулемёта 1160-го стрелкового полка 352-й стрелковой дивизии 31-й армии 3-го Белорусского фронта | красноармеец                              | 03.02.1906 — 10.05.1958                       | [ БС 21 ] [ ГС 76 ] [ НЛ 63 ]   |
| 77    | Ращупкин Андрей Иванович                                                                                     | 17.12.1941            | танкист                             | стрелок-радист танка 46-го танкового полка 46-й танковой бригады 4-й армии Волховского фронта | младший сержант                           | 1920 — 08.12.1941                             | [ БС 21 ] [ ГС 77 ] [ НЛ 64 ]   |
| 78    | Ребенок Павел Иванович укр. Ребенок Павло Іванович                                                           | 21.03.1940            | пехота                              | командир взвода разведки 85-го стрелкового полка 100-й стрелковой дивизии 7-й армии Северо-Западного фронта | младший лейтенант                         | 22.01.1913 — 30.12.1997                       | [ БС 22 ] [ ГС 78 ] [ НЛ 65 ]   |
| 79    | Ребрик Кузьма Филиппович укр. Ребрик Кузьма Пилипович                                                        | 31.05.1945            | пехота                              | командир мотострелкового батальона 35-й механизированной бригады 1-го механизированного корпуса 2-й гвардейской танковой армии 1-го Белорусского фронта | майор                                     | 10.10.1908 — 07.01.1992                       | [ БС 23 ] [ ГС 79 ] [ НЛ 66 ]   |
| 80    | Ребров Михаил Семёнович                                                                                      | 16.10.1943            | пехота                              | помощник командира взвода 205-го гвардейского стрелкового полка 70-й гвардейской стрелковой дивизии 13-й армии Центрального фронта | гвардии красноармеец                      | 07.03.1922 — 24.06.1997                       | [ БС 23 ] [ ГС 80 ] [ НЛ 67 ]   |
| 81    | Рева Василий Лаврентьевич укр. Рева Василь Лаврентійович                                                     | 24.03.1945            | танкист                             | командир танка Т-34 3-й танковой бригады 23-го танкового корпуса 2-го Украинского фронта | младший лейтенант                         | 28.08.1919 — 19.02.1981                       | [ БС 23 ] [ ГС 81 ] [ НЛ 68 ]   |
| 82    | Рева Иван Михайлович укр. Рева Іван Михайлович                                                               | 24.03.1945            | инженер                             | командир отделения 66-го гвардейского отдельного сапёрного батальона 59-й гвардейской стрелковой дивизии 46-й армии 2-го Украинского фронта | гвардии старший сержант                   | 20.09.1923 — 18.03.1945                       | [ БС 23 ] [ ГС 82 ] [ НЛ 69 ]   |
| 83    | Ревков Иван Иванович                                                                                         | 24.03.1945            | танкист                             | командир взвода средних танков 22-го гвардейского отдельного танкового полка 51-й армии 4-го Украинского фронта | гвардии лейтенант                         | 29.09.1922 — 07.04.1992                       | [ БС 23 ] [ ГС 83 ] [ НЛ 70 ]   |
| 84    | Ревуцкий Никонор Семёнович укр. Ревуцький Никанор Семенович                                                  | 06.04.1945            | комиссар                            | заместитель по политической части командира стрелкового батальона 1285-го стрелкового полка 60-й стрелковой дивизии 47-й армии 1-го Белорусского фронта | капитан                                   | 23.03.1903 — 09.12.1977                       | [ БС 23 ] [ ГС 84 ] [ НЛ 71 ]   |
| 85    | Ревякин Василий Дмитриевич                                                                                   | 08.05.1965            | партизан                            | активный участник партизанской борьбы в Крыму, руководитель Севастопольской подпольной организации | —                                         | 26.04.1918 — 14.04.1944                       | ——                              |
| 86    | Реджепов Пена туркм. Rejepow Pena                                                                            | 23.05.1945            | артиллерия                          | командир орудия 426-го истребительно-противотанкового артиллерийского полка 6-й отдельной истребительно-противотанковой артиллерийской бригады РГК в составе войск 4-го Украинского фронта | старший сержант                           | 16.12.1918 — 2007                             | [ БС 25 ] [ ГС 86 ] [ НЛ 72 ]   |
| 87    | Редин Анатолий Семёнович                                                                                     | 27.02.1945            | инженер                             | заместитель по строевой части командира 107-го отдельного гвардейского сапёрного батальона 94-й гвардейской стрелковой дивизии 5-й ударной армии 1-го Белорусского фронта | гвардии капитан                           | 11.02.1918 — 20.03.1972                       | [ БС 25 ] [ ГС 87 ] [ НЛ 73 ]   |
| 88    | Редкин Николай Васильевич                                                                                    | 13.11.1943            | пехота                              | командир пулемётного взвода пулемётной роты 836-го стрелкового полка 240-й стрелковой дивизии 38-й армии Воронежского фронта | лейтенант                                 | 24.06.1922 — 30.03.2000                       | [ БС 25 ] [ ГС 88 ] [ НЛ 74 ]   |
| 89    | Редковский Николай Иванович                                                                                  | 24.03.1945            | артиллерия                          | командир миномётной батареи 146-го гвардейского артиллерийско-миномётного полка 14-й гвардейской кавалерийской дивизии 7-го гвардейского кавалерийского корпуса 1-го Белорусского фронта | гвардии капитан                           | 20.05.1921 — 28.08.2008                       | [ БС 25 ] [ ГС 89 ] [ НЛ 75 ]   |
| 90    | Редченков Пётр Степанович                                                                                    | 29.06.1945            | авиация                             | командир эскадрильи 989-го штурмового авиационного полка 136-й штурмовой авиационной дивизии 10-го штурмового авиационного корпуса 17-й воздушной армии 3-го Украинского фронта | майор                                     | 28.01.1905 — 22.02.1960                       | [ БС 25 ] [ ГС 90 ] [ НЛ 76 ]   |
| 91    | Редькин Дмитрий Григорьевич                                                                                  | 23.07.1944            | пехота                              | помощник командира взвода 350-го стрелкового полка 96-й стрелковой дивизии 48-й армии Белорусского фронта | старший сержант                           | 10.06.1915 — 02.02.1944                       | [ БС 25 ] [ ГС 91 ] [ НЛ 77 ]   |
| 92    | Редькин Николай Ефимович                                                                                     | 24.03.1945            | инженер                             | командир сапёрного взвода 30-го гвардейского сапёрного батальона 26-й гвардейской стрелковой дивизии 11-й гвардейской армии 3-го Белорусского фронта | гвардии лейтенант                         | 19.12.1907 — 03.01.1985                       | [ БС 25 ] [ ГС 92 ] [ НЛ 78 ]   |
| 93    | Редько Алексей Николаевич укр. Редько Олексій Миколайович                                                    | 30.10.1943            | пехота                              | командир пулемётного взвода 120-го стрелковая полка 69-й стрелковой дивизии 65-й армии Центрального фронта | младший лейтенант                         | 18.02.1924 — 15.10.1943                       | [ БС 26 ] [ ГС 93 ] [ НЛ 79 ]   |
| 94    | Редько Филипп Ефимович                                                                                       | 26.10.1943            | комиссар                            | комсорг батальона 235-го гвардейского стрелкового полка 81-й гвардейской стрелковой дивизии 7-й гвардейской армии Степного фронта | гвардии младший лейтенант                 | 26.12.1919 — 28.09.1994                       | [ БС 27 ] [ ГС 94 ] [ НЛ 80 ]   |
| 95    | Резанов Виктор Дмитриевич                                                                                    | 22.07.1944            | пехота                              | командир отделения 201-го гвардейского стрелкового полка 67-й гвардейской стрелковой дивизии 6-й гвардейской армии 1-го Прибалтийского фронта | гвардии старший сержант                   | 24.11.1922 — 11.07.1982                       | [ БС 27 ] [ ГС 95 ] [ НЛ 81 ]   |
| 96    | Резвых Леонид Степанович                                                                                     | 27.02.1945            | инженер                             | командир отделения 206-го инженерного сапёрного батальона 34-й инженерной сапёрной бригады 33-й армии 1-го Белорусского фронта | старший сержант                           | 24.06.1920 — 27.02.1959                       | [ БС 27 ] [ ГС 96 ] [ НЛ 82 ]   |
| 97    | Резенков Кирилл Филиппович                                                                                   | 03.06.1944            | пехота                              | стрелок 722-го стрелкового полка 206-й стрелковой дивизии 47-й армии Воронежского фронта | красноармеец                              | 18.10.1896 — 22.11.1969                       | [ БС 27 ] [ ГС 97 ] [ НЛ 83 ]   |
| 98    | Резник Фёдор Григорьевич укр. Резнік Федір Григорович                                                        | 08.09.1943            | артиллерия                          | командир орудия 167-го гвардейского лёгкого артиллерийского полка 3-й гвардейской лёгкой артиллерийской бригады 1-й гвардейской артиллерийской дивизии прорыва РГК в составе 70-й армии Центрального фронта | гвардии старший сержант                   | 19.06.1920 — 19.07.1943                       | [ БС 27 ] [ ГС 98 ] [ НЛ 84 ]   |
| 99    | Резниченко Иван Иванович укр. Резніченко Іван Іванович                                                       | 18.08.1945            | авиация                             | штурман 810-го штурмового авиационного полка 225-й штурмовой авиационной дивизии 15-й воздушной армии 2-го Прибалтийского фронта | майор                                     | 22.01.1916 — 10.08.1983                       | [ БС 28 ] [ ГС 99 ] [ НЛ 85 ]   |
| 100   | Резниченко Семён Фёдорович укр. Резніченко Семен Федорович                                                   | 24.03.1945            | пехота                              | командир 176-го гвардейского стрелкового полка 59-й гвардейской стрелковой дивизии 46-й армии 2-го Украинского фронта | гвардии подполковник                      | 1911 — 07.12.1944                             | [ БС 29 ] [ ГС 100 ] [ НЛ 86 ]  |
| 101   | Резуто Дмитрий Миронович укр. Резуто Дмитро Миронович                                                        | 02.05.1945            | партизан                            | активный участник партизанской борьбы на территории Чехословакии, командир партизанского отряда имени Суворова | —                                         | 09.09.1913 — 23.09.1976                       | [ БС 29 ] [ ГС 101 ] [ НЛ 87 ]  |
| 102   | Резяпкин Григорий Емельянович                                                                                | 24.03.1945            | артиллерия                          | наводчик орудия 314-го гвардейского истребительно-противотанкового артиллерийского полка 6-й гвардейской истребительно-противотанковой артиллерийской бригады РГК в составе войск 2-го Прибалтийского фронта | гвардии старший сержант                   | 17.06.1921 — 09.07.1986                       | [ БС 29 ] [ ГС 102 ] [ НЛ 88 ]  |
| 103   | Ремек Владимир чеш. Remek Vladimír                                                                           | 16.03.1978            | космонавт                           | космонавт-исследователь космического корабля «Союз-28» и орбитальной станции «Салют-6» | майор чехословацкой народной армии        | род. 26.09.1948                               | ——                              |
| 104   | Ременной Фёдор Петрович укр. Ремінний Федір Петрович                                                         | 13.09.1944            | комиссар                            | комсорг стрелкового батальона 429-го стрелкового полка 52-й стрелковой дивизии 57-й армии 3-го Украинского фронта | старшина                                  | 11.05.1924 — 23.04.1976                       | [ БС 29 ] [ ГС 104 ] [ НЛ 89 ]  |
| 105   | Ремизов Василий Григорьевич                                                                                  | 27.02.1945            | пехота                              | командир батальона 218-го гвардейского стрелкового полка 77-й гвардейской стрелковой дивизии 69-й армии 1-го Белорусского фронта | гвардии майор                             | 01.01.1917 — 03.07.2000                       | [ БС 29 ] [ ГС 105 ] [ НЛ 90 ]  |
| 106   | Ремизов Иван Михайлович                                                                                      | 29.08.1939            | пехота                              | командир 149-го мотострелкового полка 36-й мотострелковой дивизии 1-й армейской группы | майор                                     | 21.05.1901 — 08.07.1939                       | ——                              |
| 107   | Ремизов Михаил Васильевич                                                                                    | 10.04.1945            | артиллерия                          | командир батареи 258-го лёгкого артиллерийского полка 200-й отдельной лёгкой артиллерийской бригады 4-й танковой армии 1-го Украинского фронта | старший лейтенант                         | 21.10.1918 — 13.05.1993                       | [ БС 29 ] [ ГС 107 ] [ НЛ 91 ]  |
| 108   | Рензаев Алексей Иванович (Рензяев Алексей Иванович)                                                          | 06.03.1945            | авиация                             | штурман эскадрильи 1-го гвардейского минно-торпедного авиационного полка 8-й минно-торпедной авиационной дивизии ВВС Балтийского флота | гвардии капитан                           | 1912 — 19.03.1945                             | [ БС 31 ] [ ГС 108 ] [ НЛ 92 ]  |
| 109   | Ренов Василий Иванович                                                                                       | 02.05.1945            | партизан                            | активный участник партизанской борьбы на Украине, командир партизанской роты | —                                         | 14.04.1921 — 28.08.1996                       | [ БС 32 ] [ ГС 109 ] [ НЛ 93 ]  |
| 110   | Ренц Михаил Петрович                                                                                         | 15.05.1946            | авиация                             | командир эскадрильи 30-го гвардейского истребительного авиационного полка 273-й истребительной авиационной дивизии 6-го истребительного авиационного корпуса 16-й воздушной армии 1-го Белорусского фронта | гвардии майор                             | 22.11.1916 — 29.09.2008                       | [ БС 32 ] [ ГС 110 ] [ НЛ 94 ]  |
| 111   | Репин Александр Иванович                                                                                     | 19.08.1944            | авиация                             | заместитель командира эскадрильи 9-го гвардейского авиационного полка 7-й гвардейской авиационной дивизии 3-го гвардейского авиационного корпуса Авиации дальнего действия | гвардии майор                             | 23.08.1915 — 19.03.1982                       | [ БС 32 ] [ ГС 111 ] [ НЛ 95 ]  |
| 112   | Репин Иван Павлович                                                                                          | 16.10.1943            | артиллерия                          | командир орудия 6-го артиллерийского полка 74-й стрелковой дивизии 13-й армии Центрального фронта | старший сержант                           | 23.09.1917 — 16.07.2003                       | [ БС 32 ] [ ГС 112 ] [ НЛ 96 ]  |
| 113   | Репин Степан Спиридонович                                                                                    | 10.01.1944            | медики                              | санинструктор роты 465-го стрелкового полка 167-й стрелковой дивизии 38-й армии Воронежского фронта | красноармеец                              | 28.12.1906 — 18.10.1982                       | [ БС 32 ] [ ГС 113 ] [ НЛ 97 ]  |
| 114   | Репкин Аким Васильевич                                                                                       | 10.04.1945            | инженер                             | командир отделения 49-го отдельного моторизированного понтонно-мостового батальона 20-й моторизированной инженерной бригады 4-й танковой армии 1-го Украинского фронта | младший сержант                           | 20.09.1914 — 11.05.1989                       | [ БС 32 ] [ ГС 114 ] [ НЛ 98 ]  |
| 115   | Репников Николай Фёдорович                                                                                   | 22.02.1943            | авиация                             | командир эскадрильи 152-го истребительного авиационного полка 103-й смешанной авиационной дивизии Карельского фронта | старший лейтенант                         | 14.12.1914 — 04.12.1941                       | [ БС 32 ] [ ГС 115 ] [ НЛ 99 ]  |
| 116   | Репсон Альберт Густавович эст. Repson Albert                                                                 | 24.03.1945            | пехота                              | командир взвода 925-го стрелкового полка 249-й стрелковой дивизии 8-й армии Ленинградского фронта | лейтенант                                 | 04.11.1921 — 22.08.1995                       | [ БС 33 ] [ ГС 116 ] [ НЛ 100 ] |
| 117   | Репутин Самойло Михайлович                                                                                   | 07.08.1943            | артиллерия                          | командир батареи 449-го истребительно-противотанкового артиллерийского полка 2-й отдельной истребительно-противотанковой артиллерийской бригады 13-й армии Центрального фронта | старший лейтенант                         | 1914 — 31.01.1945                             | [ БС 34 ] [ ГС 117 ] [ НЛ 101 ] |
| 118   | Репченко Михаил Васильевич укр. Репченко Михайло Васильович                                                  | 26.10.1943            | инженер                             | сапёр 329-го армейского инженерного батальона 7-й гвардейской армии Степного фронта | красноармеец                              | 01.05.1924 — 15.08.1981                       | [ БС 34 ] [ ГС 118 ] [ НЛ 102 ] |
| 119   | Ретюнский Александр Петрович                                                                                 | 24.03.1945            | связисты                            | командир телефонного отделения роты связи 3-го гвардейского воздушно-десантного полка 1-й воздушно-десантной дивизии 53-й армии 2-го Украинского фронта | гвардии старший сержант                   | 23.04.1922 — 08.02.1986                       | [ БС 34 ] [ ГС 119 ] [ НЛ 103 ] |
| 120   | Речкалов Григорий Андреевич                                                                                  | 24.05.1943 01.07.1944 | авиация                             | командир звена 16-го гвардейского истребительного авиационного полка 216-й смешанной авиационной дивизии 4-й воздушной армии Северо-Кавказского фронта заместитель командира 16-го гвардейского истребительного авиационного полка 9-й гвардейской истребительной авиационной дивизии 7-го истребительного авиационного корпуса 5-й воздушной армии 2-го Украинского фронта | гвардии старший лейтенант гвардии капитан | 09.02.1920 или 09.02.1918 — 22.12.1990        | [ БС 34 ] [ ГС 120 ] [ НЛ 104 ] |
| 121   | Решетей Иван Иванович укр. Решетей Іван Іванович                                                             | 20.12.1943            | артиллерия                          | командир батареи 130-го гвардейского артиллерийского полка 58-й гвардейской стрелковой дивизии 57-й армии Степного фронта | гвардии капитан                           | 16.10.1919 — 10.09.1943                       | [ БС 34 ] [ ГС 121 ] [ НЛ 105 ] |
| 122   | Решетник Иван Григорьевич укр. Решетник Іван Григорович                                                      | 16.10.1943            | пехота                              | стрелок 360-го стрелкового полка 74-й стрелковой дивизии 13-й армии Центрального фронта | красноармеец                              | 14.09.1924 — 23.04.1945                       | [ БС 35 ] [ ГС 122 ] [ НЛ 106 ] |
| 123   | Решетник Иван Семёнович укр. Решетник Іван Семенович                                                         | 23.10.1943            | пехота                              | командир пулемётного взвода 957-го стрелкового полка 309-й стрелковой дивизии 40-й армии Воронежского фронта | лейтенант                                 | 10.10.1924 — 14.12.1968                       | [ БС 36 ] [ ГС 123 ] [ НЛ 107 ] |
| 124   | Решетников Василий Васильевич                                                                                | 27.07.1943            | авиация                             | командир эскадрильи 19-го гвардейского авиационного полка 8-й гвардейской авиационной дивизии 2-го гвардейского авиационного корпуса Авиации дальнего действия | гвардии капитан                           | 23.12.1919 — 20.03.2023                       | [ БС 36 ] [ ГС 124 ] [ НЛ 108 ] |
| 125   | Решетников Николай Михайлович                                                                                | 24.03.1945            | танкист                             | командир танкового батальона 25-й танковой бригады 29-го танкового корпуса 5-й гвардейской танковой армии 1-го Прибалтийского фронта | капитан                                   | 07.04.1921 — 27.08.1959                       | [ БС 36 ] [ ГС 125 ] [ НЛ 109 ] |
| 126   | Решетов Алексей Михайлович                                                                                   | 01.05.1943            | авиация                             | командир эскадрильи 31-го гвардейского истребительного авиационного полка 268-й истребительной авиационной дивизии 8-й воздушной армии Южного фронта | гвардии капитан                           | 23.03.1921 — 26.02.2001                       | [ БС 36 ] [ ГС 126 ] [ НЛ 110 ] |
| 127   | Решетов Павел Дмитриевич                                                                                     | 24.03.1945            | пехота                              | командир пулемётного отделения 226-го стрелкового полка 63-й стрелковой дивизии 5-й армии 3-го Белорусского фронта | сержант                                   | 13.08.1911 — 27.06.1944                       | [ БС 36 ] [ ГС 127 ] [ НЛ 111 ] |
| 128   | Решетов Сергей Никитович                                                                                     | 24.03.1945            | пехота                              | командир роты 703-го стрелкового полка 233-й стрелковой дивизии 57-й армии 3-го Украинского фронта | старший лейтенант                         | 28.03.1923 — 04.12.2019                       | [ БС 36 ] [ ГС 128 ] [ НЛ 112 ] |
| 129   | Решидов Абдраим Измаилович крымскотат. Решидов Абдураим Исмаил огълу                                         | 27.06.1945            | авиация                             | заместитель командира и инструктор-лётчик по технике пилотирования и теории полёта 162-го гвардейского бомбардировочного авиационного полка 8-й гвардейской бомбардировочной авиационной дивизии 6-го гвардейского бомбардировочного авиационного корпуса 2-й воздушной армии 1-го Украинского фронта                                                                       | гвардии майор                             | 08.03.1912 — 24.10.1984                       | [ БС 37 ] [ ГС 129 ] [ НЛ 113 ] |
| 130   | Решилин Иван Фёдорович                                                                                       | 26.10.1943            | пехота                              | стрелок 222-го гвардейского стрелкового полка 72-й гвардейской стрелковой дивизии 7-й гвардейской армии Степного фронта | гвардии красноармеец                      | 15.08.1915 — 26.02.1987                       | [ БС 38 ] [ ГС 130 ] [ НЛ 114 ] |
| 131   | Ржавский Никита Харитонович укр. Ржавський Микита Харитонович                                                | 10.02.1943            | авиация                             | командир звена 153-го истребительного авиационного полка 5-й смешанной авиационной дивизии ВВС 23-й армии Ленинградского фронта | лейтенант                                 | 1916 — 07.12.1941                             | [ БС 38 ] [ ГС 131 ] [ НЛ 115 ] |
| 132   | Ржевский Павел Максимович                                                                                    | 26.10.1943            | пехота                              | разведчик 75-й гвардейской отдельной разведывательной роты 72-й гвардейской стрелковой дивизии 7-й гвардейской армии Степного фронта | гвардии красноармеец                      | 21.12.1908 — 03.07.1974                       | [ БС 38 ] [ ГС 132 ] [ НЛ 116 ] |
| 133   | Рзянин Денис Филиппович                                                                                      | 22.02.1944            | Авточасти и шофёры всех родов войск | шофёр боевой машины БМ-13 245-го гвардейского миномётного дивизиона 35-го гвардейского миномётного полка 6-й армии 3-го Украинского фронта | гвардии младший сержант                   | 01.09.1910 — 06.12.1989                       | [ БС 38 ] [ ГС 133 ] [ НЛ 117 ] |
| 134   | Ривкин Борис Миронович                                                                                       | 24.08.1943            | авиация                             | командир эскадрильи 54-го гвардейского истребительного авиационного полка 1-й гвардейской истребительной авиационной дивизии 16-й воздушной армии Центрального фронта | гвардии капитан                           | 19.11.1919 — 04.12.2004                       | [ БС 38 ] [ ГС 134 ] [ НЛ 118 ] |
| 135   | Ригачин Николай Иванович                                                                                     | 10.04.1945            | пехота                              | разведчик 287-го гвардейского стрелкового полка 95-й гвардейской стрелковой дивизии 5-й гвардейской армии 1-го Украинского фронта | гвардии красноармеец                      | 19.05.1919 — 21.01.1945                       | [ БС 38 ] [ ГС 135 ] [ НЛ 119 ] |
| 136   | Ридный Степан Григорьевич укр. Рідний Степан Григорович                                                      | 09.08.1941            | авиация                             | командир звена 126-го истребительного авиационного полка ВВС 21-й армии Западного фронта | младший лейтенант                         | 26.03.1917 — 09.02.1942                       | [ БС 38 ] [ ГС 136 ] [ НЛ 120 ] |
| 137   | Ринчино Базар                                                                                                | 10.01.1944            | пехота                              | старшина мотострелковой роты 71-й механизированной бригады 9-го механизированного корпуса 3-й гвардейской танковой армии 1-го Украинского фронта | старший сержант                           | 1913 — 28.12.1943                             | [ БС 38 ] [ ГС 137 ] [ НЛ 121 ] |
| 138   | Ровенский Василий Григорьевич                                                                                | 27.02.1945            | комиссар                            | заместитель по политической части командира батальона 212-го стрелкового полка 49-й стрелковой дивизии 33-й армии 1-го Белорусского фронта | старший лейтенант                         | 25.12.1906 — 25.04.1995                       | [ БС 39 ] [ ГС 138 ] [ НЛ 122 ] |
| 139   | Ровчаков Фёдор Фёдорович бел. Раўчакоў Фёдар Фёдаравіч                                                       | 24.03.1945            | пехота                              | командир роты 965-го стрелкового полка 274-й стрелковой дивизии 69-й армии 1-го Белорусского фронта | старший лейтенант                         | 17.09.1910 — 20.04.1952                       | [ БС 40 ] [ ГС 139 ] [ НЛ 123 ] |
| 140   | Рогалёв Пётр Леонтьевич укр. Рогальов Петро Леонтійович                                                      | 24.03.1945            | пехота                              | командир 997-го стрелкового полка 263-й стрелковой дивизии 51-й армии 4-го Украинского фронта | подполковник                              | 24.03.1912 — 05.03.1988                       | [ БС 40 ] [ ГС 140 ] [ НЛ 124 ] |
| 141   | Рогачёв Михаил Иосифович                                                                                     | 01.11.1943            | пехота                              | командир взвода разведки 9-го гвардейского стрелкового полка 3-й гвардейской стрелковой дивизии 2-й гвардейской армии Южного фронта | гвардии младший лейтенант                 | 09.01.1920 — 10.10.1943                       | [ БС 40 ] [ ГС 141 ] [ НЛ 125 ] |
| 142   | Рогачёв Михаил Кириллович                                                                                    | 28.04.1945            | связисты                            | офицер связи штаба 2-го Украинский фронта и временно исполняющий должность командира отдельного истребительного полка резерва фронта | гвардии подполковник                      | 05.06.1909 — 01.06.1955                       | [ БС 40 ] [ ГС 142 ] [ НЛ 126 ] |

| Навигационная таблица | Навигационная таблица                |
| --------------------- | ------------------------------------ |
| «Р»                   | Рабовалюк Михаил — Рогачёв Михаил    |
| «Р»                   | Рогачевский Георгий — Рудаков Сергей |
| «Р»                   | Руденко Александр — Ряпосов Николай  |